# Beaumesnil

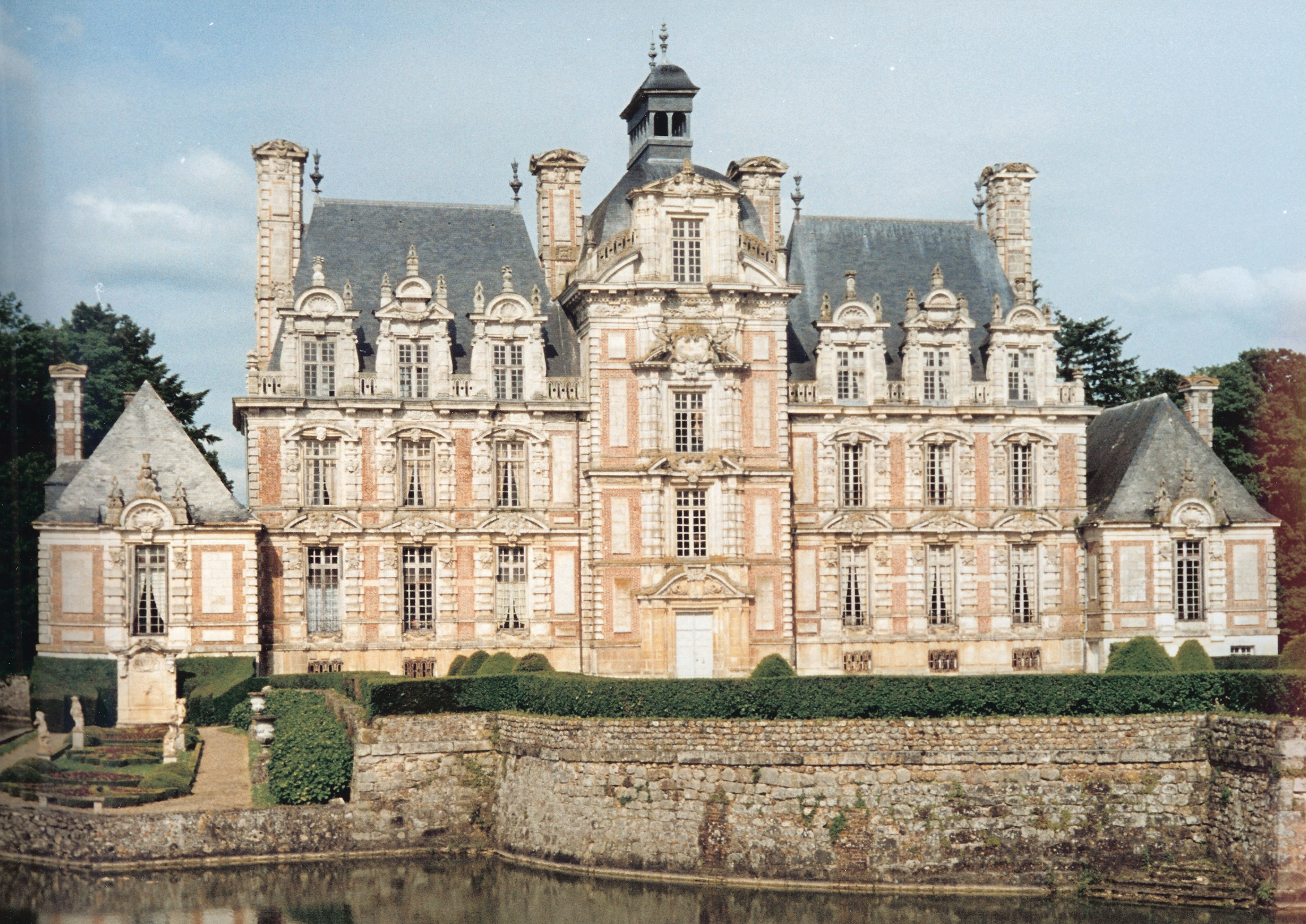
Le château de Beaumesnil

Beaumesnil foi uma antiga comuna francesa na região administrativa da Normandia, no departamento de Eure. Estendia-se por uma área de 12,55 km². Em 2010 a comuna tinha 4 746 habitantes (densidade: 378,2 hab./km²).
Em 1 de janeiro de 2018, passou a formar parte da nova comuna de Mesnil-en-Ouche.